# Juan Bontempo
Juan Antonio Bontempo (nacido en Comodoro Rivadavia, Chubut, Argentina, el 31 de enero de 1970) es un político argentino que se desempeñó como Superintendente de Seguros de la Nación entre el 10 de diciembre de 2011 e igual fecha de 2015.
Se graduó como Licenciado en Ciencias Políticas y Administración Pública en la Universidad Nacional de Cuyo, en la provincia de Mendoza. Durante su carrera política ocupó varios cargos en el Gobierno de Santa Cruz, donde fue Subsecretario de Planeamiento (1999-2000), Subsecretario del Interior (2000-2003), ministro de Gobierno (2003-2005) y ministro de Economía y Obras Públicas (2006-2007). Colaborador de confianza de Néstor Kirchner, fue su Coordinador de Asuntos Técnicos de la Unidad Presidente de Presidencia de la Nación (2005 y 2008-2010).
En su gestión a cargo de Superintendencia de Seguros de la Nación (SSN) se desarrolló y se lanzó el Plan Nacional Estratégico del Seguro (PlaNeS 2012-2020) y fue uno de los impulsores del Inciso K, que se agregó al punto 35 del Reglamento General de la Actividad Aseguradora, por el cual las compañías deben destinar parte de su stock de inversiones a proyectos productivos de la economía real (Infraestructura, Energía, PyMEs, entre otras áreas). Esta medida fue debatida por el sector. En 2015, la Superintendencia de Seguros Privados de Brasil contempla la posibilidad de implementar el sistema en este país.

## Biografía
Juan Antonio Bontempo nació en Comodoro Rivadavia, Provincia de Chubut, pero a los tres años de edad se mudó con su familia a Río Gallegos, Provincia de Santa Cruz, donde se educó y transcurrió gran parte de su vida.
Estudió la Licenciatura en Ciencias Políticas y Administración Pública en la Universidad Nacional de Cuyo, en la Provincia de Mendoza.
Durante su carrera universitaria se involucró en la militancia política en el peronismo, y ocupó distintos cargos en el centro de estudiantes, en el consejo directivo de la Facultad y fue ayudante de cátedra. Se recibió a los 26 años con el mejor promedio de la promoción de 1996 y regresó a Santa Cruz, donde ingresó como asesor en el Ministerio de Economía y fue profesor de la Cátedra de Desarrollo Regional de la Universidad de la Patagonia Austral.
En el año 1999 fue Subsecretario de Planeamiento siendo uno de los funcionarios más jóvenes del Gobernador Néstor Kirchner, que al poco tiempo lo nombró Subsecretario del Interior y luego fue designado como ministro de Gobierno en el siguiente gobierno provincial. Además fue Secretario General del Partido Justicialista de Santa Cruz.
En 2005, ya con Néstor Kirchner en la presidencia de la Nación, continuó su carrera en el Poder Ejecutivo Nacional. Por medio del decreto 141/2005 fue designado como Coordinador General de Asuntos Técnicos de la Unidad Presidente de la Presidencia de la Nación y fue candidato a Diputado Nacional por Santa Cruz en las elecciones de ese mismo año.
En el año 2010, y por decisión de la presidenta Cristina Fernández de Kirchner, asumió como vicesuperintendente de Seguros de la Nación y a partir del 10 de diciembre de 2011 asumió como titular de dicho organismo.
Desde el 2015 se desempeña como consultor de organismos públicos y privados.